# Historisk tidskrift
Historisk tidskrift är en fackvetenskaplig tidskrift om historia och ekonomisk historia som sedan 1881 utges av Svenska historiska föreningen.
Dess förste redaktör var Emil Hildebrand, 1881–1905, vilken efterföljdes av Torvald Höjer, 1906–1920 och Sven Tunberg, 1921–1933. Sedan nr 2021:4 är Susanna Erlandsson redaktör.
Tidskriften efterträdde i viss mån den av Carl Silfverstolpe 1875–1878 utgivna Historiskt bibliotek. Som bilaga har även utgivits Svensk historisk bibliografi.